# Gerd Danco
Gerd Danco (* 22. Februar 1938 in Simmern/Hunsrück; † 8. Februar 2024) war ein deutscher Politiker (SPD) und letzter Regierungspräsident des ehemaligen Regierungsbezirks Koblenz.
Nachdem er 1957 in seiner Heimatstadt Simmern sein Abitur gemacht hatte, begann er Rechtswissenschaften in Frankfurt am Main und Mainz zu studieren. Nach dem Studium war er zwei Jahre lang als Justiziar bei den Maingas-Werken tätig.
1968 wurde Danco zum Bürgermeister der Stadt Kirn gewählt. Das Amt übte er bis 1982 aus. Danach wechselte er auf die rechte Rheinseite und amtierte als Landrat des Rhein-Lahn-Kreises. Im August 1991 übernahm er den Posten des Regierungspräsidenten im Regierungsbezirk Koblenz, den er bis zu dessen Auflösung zum Jahresende 1999 innehatte. Danach arbeitete er in einer Rechtsanwaltskanzlei in Wiesbaden.
Danco wohnte zuletzt in Nassau, blieb aber seiner Heimatregion, dem Hunsrück, verbunden. Er war Vorsitzender des Hunsrückvereins und stellvertretender Vorsitzender des Trägervereins Naturpark Soonwald-Nahe.

## Auszeichnungen
- 2009: Goldene Ehrennadel des Deutschen Wanderverbandes